# Dintel de cobre de Tell al-'Ubaid
El dintel de Tell al-'Ubaid o relieve de 'Imdugud'  es un gran panel de cobre encontrado en la antigua ciudad sumeria de Tell al-'Ubaid en el sur de Irak. Excavado por el arqueólogo inglés Henry Hall en 1919, el friso es una de las esculturas de metal más grandes que han sobrevivido de la antigua Mesopotamia y se conserva en el Museo Británico.

## Descubrimiento
La escultura fue descubierta en 1919 en la base de los cimientos del templo de adobe y ladrillo en el sitio sumerio aislado de Tell al-'Ubaid, cerca de la antigua ciudad de Ur en el sur del actual Irak. Los arqueólogos han determinado a partir de las inscripciones y esculturas hallados que el templo estuvo dedicado a la diosa Ninhursag. Según el lugar donde se encontró originalmente, se cree que probablemente el gran panel de cobre estuvo ubicado encima de la puerta del templo, decorando el dintel, a la vista del pueblo. Poco después de su descubrimiento, la escultura se envió a Londres como parte de los hallazgos del Museo Británico.

## Descripción
El impresionante relieve de metal fue encontrado en un estado lamentable y tuvo que ser fuertemente restaurado por conservadores tras su descubrimiento. La figura central en el dintel restaurado muestra el águila con cabeza de león Imdugud que era el símbolo del dios Ningirsu. Flanqueando al híbrido se encuentran dos ciervos, una de cuyas cabezas ha sido totalmente reconstruida. El relieve fue batido en una pieza muy grande de cobre y casi parece separarse del fondo. Que un objeto de este tamaño y antigüedad haya sobrevivido es excepcional ya que en la antigüedad la mayoría de artefactos de metal acababan finalmente fundidos a lingotes por su valor.